# Parallelia
Parallelia is een geslacht van vlinders van de familie spinneruilen (Erebidae).

## Soorten
- P. abnegans Walker, 1858
- P. absentimacula Guenée, 1852
- P. acuta Moore, 1883
- P. adunca Prout, 1919
- P. albilinea Hampson, 1918
- P. albocincta Walker, 1865
- P. amygdalis Moore, 1887
- P. analamerana Griveaud & Viette, 1981
- P. analis Guenée, 1852
- P. anetica Felder, 1874
- P. angularis Boisduval, 1833
- P. ankalirano Viette, 1982
- P. arcifera Druce, 1912
- P. arctotaenia Guenée, 1852
- P. arcuata Moore, 1877
- P. aviceps Warren, 1915
- P. axiniphora Hampson, 1913
- P. banian Griveaud & Viette, 1981
- P. berioi Viette, 1968
- P. bistriaris Hübner, 1827
- P. circumsignata Guenée, 1852
- P. conficiens Walker, 1858
- P. conjunctura Walker, 1858
- P. consobrina Guenée, 1852
- P. conspicua Warren, 1915
- P. constricta Butler, 1874
- P. copidiphora Hampson, 1913
- P. crenulata Bethune-Baker, 1914
- P. cuneifascia Hulstaert, 1924
- P. cuneilineata Warren, 1915
- P. curvilimes Warren, 1915
- P. curvisecta Prout, 1919
- P. delphinensis Viette, 1968
- P. dentilinea Bethune-Baker, 1906
- P. dianae Kobes
- P. dicoela Turner, 1909
- P. diffusa Prout, 1921
- P. digona Mabille, 1879
- P. diplocyma Gaede, 1917
- P. duplexa Moore, 1883
- P. duplicata Robinson, 1975
- P. eclipsifera Hampson, 1918
- P. erectata Hampson, 1902
- P. euryleuca Prout, 1919
- P. expediens Walker, 1858
- P. fallax Hulstaert, 1924
- P. feneratrix Guenée, 1852
- P. flavipurpurea Holloway, 1976
- P. flexilinea Warren, 1915
- P. forceps Kobes, 1985
- P. frontinus Donovan, 1805
- P. fruhstorferi Swinhoe, 1918
- P. glaphyra Prout, 1927
- P. goniophora Hampson, 1910
- P. hercodes Meyrick, 1902
- P. hicanora Turner, 1903
- P. humilis Holland, 1894
- P. infractifinis Lucas, 1895
- P. insignifica Bethune-Baker, 1906
- P. interpensa Guenée, 1852
- P. iotrigona Zerny, 1916
- P. irregulata Berio, 1956
- P. isotima Prout, 1919
- P. korintjiensis Prout, 1928
- P. koroensis Robinson, 1969
- P. lageos Guenée, 1852
- P. lateritica Holloway, 1979

- P. latifascia Warren, 1888
- P. latizona Butler, 1874
- P. laurentensis Viette, 1968
- P. leucogramma Hampson, 1913
- P. lilacea Bethune-Baker, 1906
- P. lua Strand, 1916
- P. macrorhyncha Hampson, 1913
- P. malgassica Viette, 1968
- P. manillana Swinhoe, 1918
- P. masama Griveaud & Viette, 1981
- P. maturata Walker, 1858
- P. maturescens Walker, 1858
- P. mediifascia Wileman & South, 1920
- P. mesonephele Hampson, 1910
- P. missionarii Hulstaert, 1924
- P. monogona Lower, 1903
- P. multilineata Holland, 1894
- P. nesites Prout, 1927
- P. onelia Guenée, 1852
- P. orodes Cramer, 1779
- P. palumba Guenée, 1852
- P. pauliani Griveaud & Viette, 1981
- P. pentagonalis Griveaud & Viette, 1981
- P. perexcurvata Hampson, 1918
- P. porphyrescens Hampson, 1910
- P. portia Fawcett, 1915
- P. postica Wileman & South, 1918
- P. prisca Walker, 1858
- P. properans Walker, 1858
- P. properata Walker, 1858
- P. propyrrha Walker, 1858
- P. prorasigna Hampson, 1913
- P. prouti Hulstaert, 1924
- P. pudica Möschler, 1888
- P. purpurata Kaye, 1901
- P. rectifascia Fawcett, 1915
- P. rectivia Hampson, 1913
- P. renalis Hampson, 1894
- P. rigidistria Guenée, 1852
- P. roulera Swinhoe, 1909
- P. semilunaris Hampson, 1918
- P. senex Walker, 1858
- P. serratilinea Bethune-Baker, 1906
- P. similis Guenée, 1852
- P. simillima Guenée, 1852
- P. smithii Guenée, 1852
- P. solomonensis Hampson, 1913
- P. subacuta Bethune-Baker, 1906
- P. subangularis Mabille
- P. subumbra Bethune-Baker, 1906
- P. swinhoei Semper, 1900
- P. sylvestris Strand, 1920
- P. takaoensis Wileman, 1914
- P. triplocyma Hampson, 1913
- P. trogosema Hampson, 1913
- P. umbrosa Walker, 1865
- P. uvarovi Wiltshire, 1949
- P. valga Prout, 1919
- P. vitiensis Butler, 1886